# Santuario Insular de Nuestra Señora de los Reyes
El Santuario Insular de Nuestra Señora de los Reyes (hasta el año 2013 Ermita de Nuestra Señora de los Reyes o popularmente Ermita de la Virgen de los Reyes), es el templo en donde se venera a la patrona de la isla de El Hierro (Islas Canarias, España), la imagen de Nuestra Señora de los Reyes. La ermita se encuentra en la Dehesa de Sabinosa en el municipio de La Frontera.

## Historia

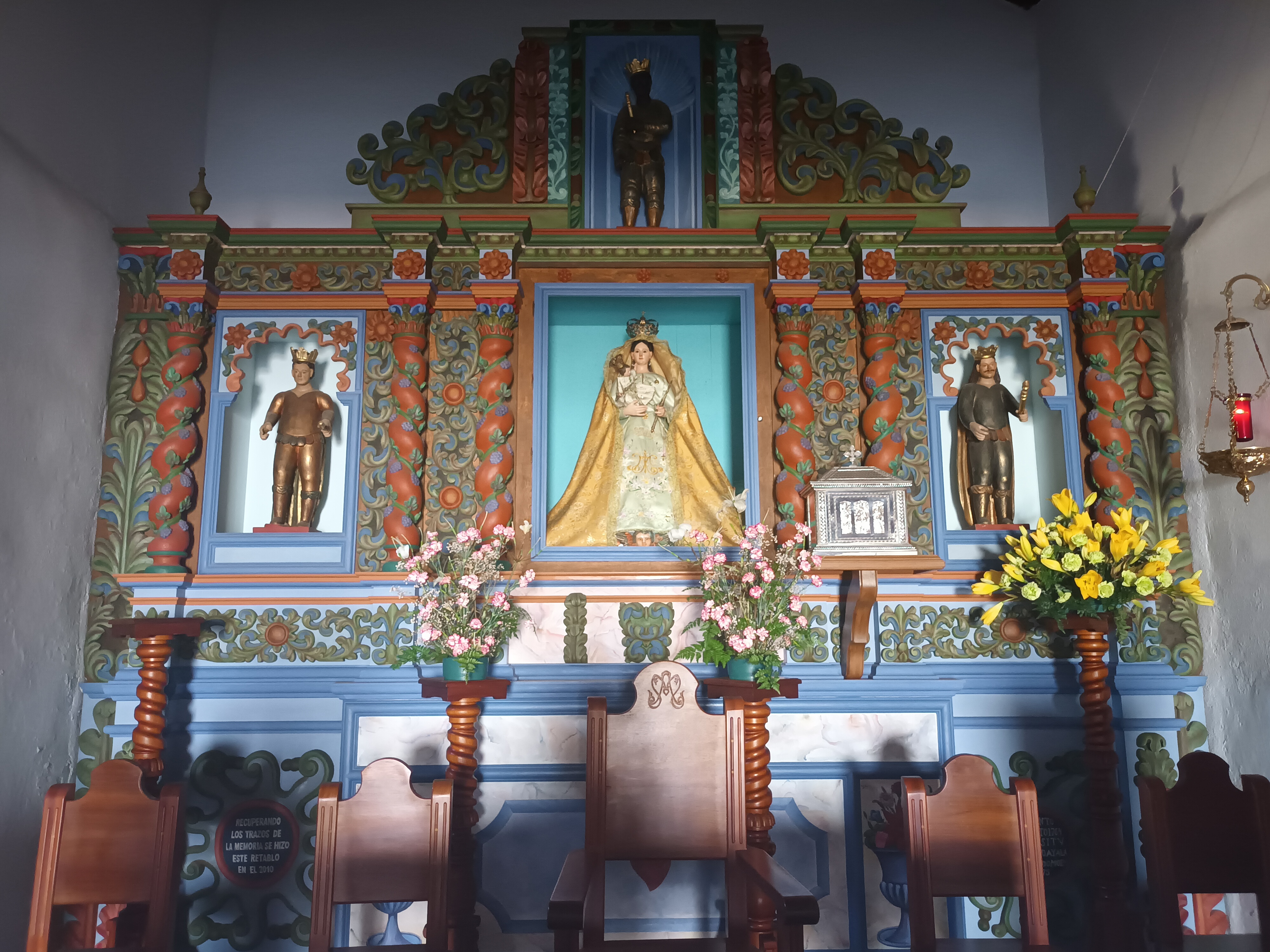
Retablo con la imagen de la Virgen.

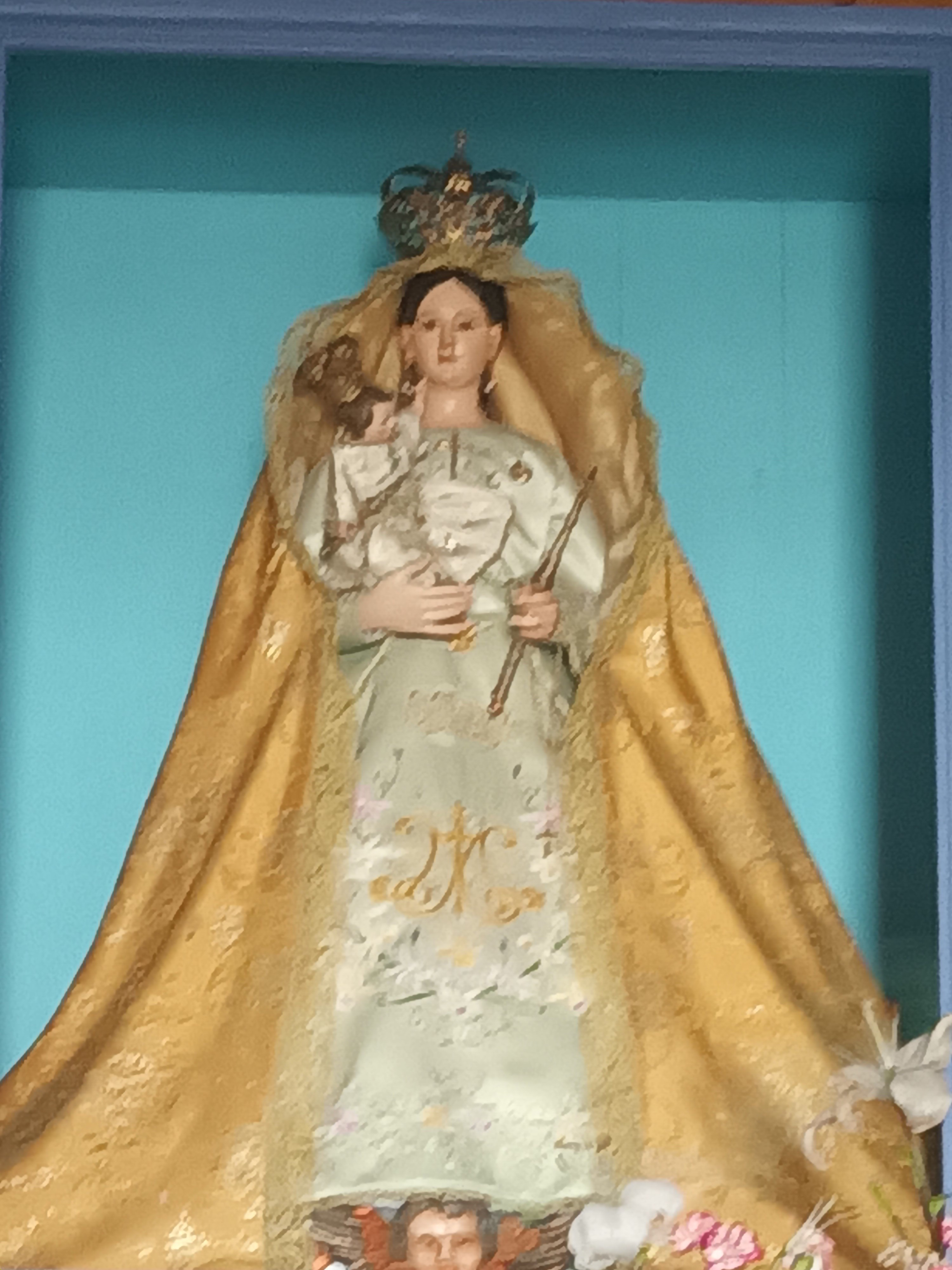
Imagen de la Virgen.

Tras la llegada de la imagen de la Virgen a la isla en 1546, la talla fue colocada inicialmente por los pastores, en la cueva del Caracol o de la Virgen, hasta que se construyó la ermita en 1577 (actual Santuario Insular). La consagración de la ermita tuvo lugar el 25 de abril del citado año, con la primera misa celebrada en el nuevo templo.
La ermita es de mampostería encalada, de una sola nave, tejado a dos aguas y está rodeada de un muro sin almenas. Más tarde en el siglo XVIII fue reedificada, manteniéndose el característico campanario de cubierta cónica al que se asciende por una escalera exterior.
En su interior se conserva el retablo del siglo XVII donde se encuentra la imagen de la Virgen de los Reyes y las imágenes de los tres reyes magos de Oriente. Este retablo fue sustituido debido a su deterioro en la década de los ochenta, por otro de estilo sevillano, el cual fue retirado en el año 2010 debido a un ataque de parásitos xilófagos. 
El 6 de enero de 2013 (Año de Bajada), la hasta entonces ermita fue declarada "Santuario Insular" por el obispo de la Diócesis de Tenerife, Bernardo Álvarez Afonso.